# Hilmar Baunsgaard

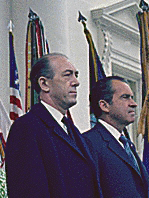
Hilmar Baunsgaard mit Richard Nixon 1970

Hilmar Tormod Ingolf Baunsgaard (* 26. Februar 1920 in Slagelse; † 20. Juni 1989 in Gentofte) war ein dänischer Politiker der sozialliberalen Partei Radikale Venstre und von 1968 bis 1971 dänischer Ministerpräsident.

## Leben
Hilmar Baunsgaard war der jüngere Bruder des Politikers Bernhard Baunsgaard, der derselben Partei angehörte. Verheiratet war er mit Egone Baunsgaard. Er absolvierte die Handelsschule und arbeitete von 1947 bis 1961 als Geschäftsführer bei der kaufmännischen Einkaufszentrale HOKI in Odense.
Baunsgaard war 1948–1951 Vorsitzender der Radikal Ungdom, der Jugendorganisation von Radikal Venstre. Er war Mitglied des Folketings von 1957 bis 1977 und von 1961 bis 1964 Handelsminister in den Kabinetten von Viggo Kampmann und Jens Otto Krag, in denen die sozialliberale Partei Juniorpartner der Socialdemokraterne war. 1964 ging er zurück in die Privatwirtschaft und wurde Direktor einer Werbeagentur.
1968 übernahm er die politische Führungsposition (politiske leder) der Radikale Venstre, die traditionell nicht mit dem eher organisatorischen Parteivorsitz identisch ist. Es war nicht zuletzt das Verdienst des telegenen Baunsgaard, dass seine Partei bei der Folketingswahl 1968 ihren Stimmenanteil auf 15 % verdoppeln konnte. In einer bürgerlichen Koalition mit der rechtsliberalen Venstre und der Konservativen Volkspartei wurde er am 2. Februar 1968 Ministerpräsident, obwohl die Radikale Venstre die kleinste Partei in diesem Bündnis war. Dies war die erste Koalition dieser drei Parteien und das erste Mal seit 1945, dass Radikale und Konservative überhaupt gemeinsam in einer Regierung saßen. Zudem war Baunsgaard nach Carl Theodor Zahle erst der zweite Politiker seiner Partei, der das Amt des Ministerpräsidenten übernahm.
Baunsgaard schlug 1968 Nordek, eine Wirtschaftsgemeinschaft der nordischen Länder, als Alternative zur Europäischen Wirtschaftsgemeinschaft (EWG) vor. Kurz vor Abschluss der Verhandlungen scheiterte das Projekt im Februar 1970 am Ausscheiden Finnlands, hinter dem der Einfluss der Sowjetunion stand. Stattdessen bereitete Baunsgaards Regierung anschließend den Beitritt Dänemarks zur EWG vor, der 1973 erfolgen sollte. Während seiner Amtszeit wurden außerdem Schwangerschaftsabbruch und Pornographie liberalisiert. Diese Maßnahmen führten zur Gründung der Kristeligt Folkeparti, die die Liberalisierung ablehnte. Angesichts wirtschaftlicher Schwierigkeiten sah sich die Regierung veranlasst, die Steuern zu erhöhen. Bei der vorgezogenen Folketingswahl 1971 konnte die sozialliberale Partei zwar (bei leichten Stimmenverlusten) ihre Mandatszahl verteidigen; die konservativen und rechtsliberalen Koalitionspartner verloren jedoch deutlich. Somit verlor die Koalition ihre Mehrheit und Baunsgaard schied am 11. Oktober 1971 aus dem Amt. Der Sozialdemokrat Krag übernahm erneut das Amt des Ministerpräsidenten. Die Position des politischen Führers der Sozialliberalen behielt Baunsgaard bis 1975.